# Svatobor (Fridrich)
Svatobor nebo také Fridrich († 23. února 1086) byl syn českého knížete Spytihněva II. a jeho manželky Idy Wettinské, aquilejský patriarcha v letech 1085-1086.

## Biografie
Svatobor byl jediným Spytihněvovým synem a měl jednu sestru, provdanou za Wichmanna z Celly.
Papež Řehoř VII. v roce 1075 žádal na Vratislavovi II., aby svému synovci Svatoborovi vydělil vlastní úděl, nic takového se ale nestalo. Svatobor se tedy zaměřil na církevní kariéru, byl papežským poslem do Čech, kde se ovšem příliš nezdržoval.
Účastnil se příprav korunovace Vratislava II., této ceremonie se ale nedožil.
Ačkoliv se v roce 1085 stal aquilejským patriarchou, už o rok později byl při pouliční výtržnosti zavražděn.

## Genealogie
| Břetislav I. mezi 1002 až 1005 10. ledna 1055 | Břetislav I. mezi 1002 až 1005 10. ledna 1055 |                                     |                                     | Jitka ze Svinibrodu před 1003 2. srpna 1058 | Jitka ze Svinibrodu před 1003 2. srpna 1058 |  |  | Dietrich II. z Eilenburchu 989 19. listopadu 1034 | Dietrich II. z Eilenburchu 989 19. listopadu 1034 |                         |                         | Mathilda Míšeňská | Mathilda Míšeňská |
|                                               |                                               |                                     |                                     |                                             |                                             |  |  |                                                   |                                                   |                         |                         |                   |                   |
|                                               |                                               |                                     |                                     |                                             |                                             |  |  |                                                   |                                                   |                         |                         |                   |                   |
|                                               |                                               | Spytihněv II. 1031 – 28. ledna 1061 | Spytihněv II. 1031 – 28. ledna 1061 |                                             |                                             |  |  |                                                   |                                                   | Ida Wettinská † po 1061 | Ida Wettinská † po 1061 |                   |                   |
|                                               |                                               |                                     |                                     |                                             |                                             |  |  |                                                   |                                                   |                         |                         |                   |                   |
|                                               |                                               |                                     |                                     |                                             |                                             |  |  |                                                   |                                                   |                         |                         |                   |                   |
|                                               |                                               |                                     |                                     |                                             |                                             |  |  |                                                   |                                                   |                         |                         |                   |                   |

|  |  | Svatobor (Fridrich) † 23. února 1086 |